# ナグルファリ
ナグルファリ（古ノルド語: Naglfari）もしくはナグルファル（古ノルド語：Naglfar）は、北欧神話に登場する、夜の女神ノートの夫となり、アウズの父となる男である。
『スノッリのエッダ』第一部『ギュルヴィたぶらかし』第10章によると、ノートは3度結婚したが、ナグルファリが最初の夫であった。
スノッリ・ストゥルルソンが『ギュルヴィたぶらかし』登場させたこの「ナグルファリ」(Naglfari)は、死者の爪で作られた船ナグルファルの擬人化であると考えられている。